# Herbelles
Herbelles  est depuis le 1er septembre 2016 une commune déléguée de Bellinghem et une ancienne commune française située dans le département du Pas-de-Calais en région Hauts-de-France.

## Géographie

### Localisation
| Pihem |           | Inghem     |
|       | Herbelles | Clarques   |
| Cléty | Delettes  | Thérouanne |

### Milieux naturels et biodiversité

#### Zone naturelle d'intérêt écologique, faunistique et floristique
L’inventaire des zones naturelles d'intérêt écologique, faunistique et floristique (ZNIEFF) a pour objectif de réaliser une couverture des zones les plus intéressantes sur le plan écologique, essentiellement dans la perspective d’améliorer la connaissance du patrimoine naturel national et de fournir aux différents décideurs un outil d’aide à la prise en compte de l’environnement dans l’aménagement du territoire.
Le territoire communal comprend une ZNIEFF de type 2 : la haute vallée de la Lys et ses versants en amont de Thérouanne. L’entité paysagère de la haute vallée de la Lys et ses versants s’étire sur une vingtaine de kilomètres du Nord au Sud pour moins de dix d’Est en Ouest dans le Haut Artois.

## Urbanisme

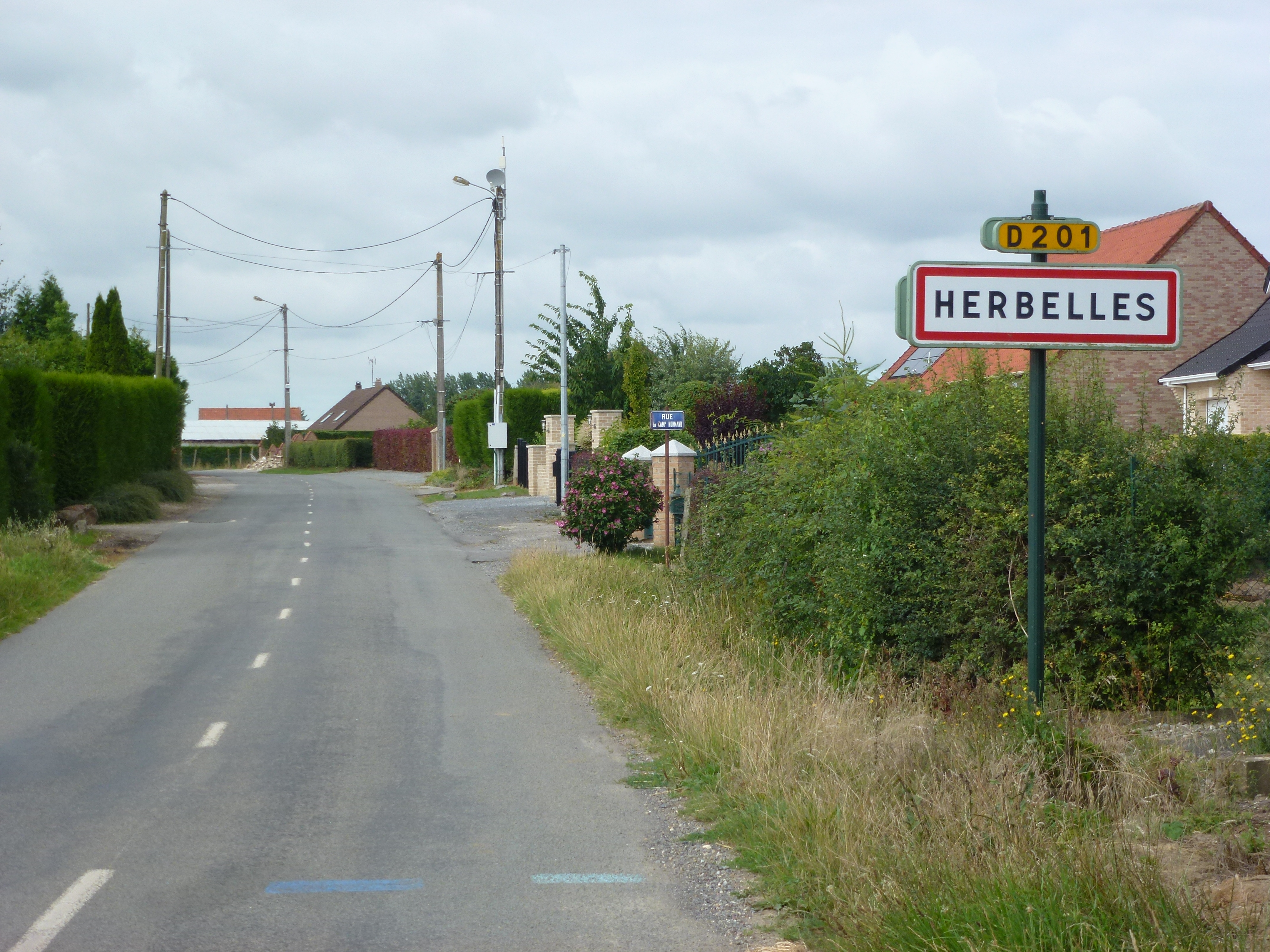
Une entrée de la commune.

## Toponymie
Le nom de la localité est attesté sous les formes Hardbere en 975 (ch. de Saint-Bert., n° 64) ; Hardbera en 1016 (Dans une charte émanée du prévôt du chapitre de St Omer) ; Harbela en 1026 (Cartulaire de St Bertin) ; Hardberg au XIe siècle ; Eclesiam de Harbela « Eglise d’Herbelles » en 1096 ; Herbela en 1107 ; Herbela en 1139 (ch. de Saint-Bert., n° 176) ; Herbelle en 1157 cart. de Thér., p. 28) ; Herbele en 1205 (cart. de Thér., n° 476) ; Herbella en 1300 (abb. de Ham, l. 2) ; Herebele en 1349  (ch. de Saint-Bert., n° 1638) ; Harbele Sancti Leodegarii en vers 1512 (Tassart, pouillé, f° 212 r°).

## Politique et administration
| Période                                  | Période   | Identité               | Étiquette | Qualité                |
| ---------------------------------------- | --------- | ---------------------- | --------- | ---------------------- |
| Les données manquantes sont à compléter. |           |                        |           |                        |
| 1989                                     | mars 2001 | Yves Dehay             | DVD       | Ingénieur entrepreneur |
| mars 2001                                | mars 2014 | Jean-Marie Carlier     | DVD       |                        |
| mars 2014,                               | août 2016 | M. Dominique Prudhomme | DVD       | Employé commercial     |

## Population et société

### Démographie
L'évolution du nombre d'habitants est connue à travers les recensements de la population effectués dans la commune depuis 1793. À partir du 1er janvier 2009, les populations légales des communes sont publiées annuellement dans le cadre d'un recensement qui repose désormais sur une collecte d'information annuelle, concernant successivement tous les territoires communaux au cours d'une période de cinq ans. 
Pour les communes de moins de 10 000 habitants, une enquête de recensement portant sur toute la population est réalisée tous les cinq ans, les populations légales des années intermédiaires étant quant à elles estimées par interpolation ou extrapolation. Pour la commune, le premier recensement exhaustif entrant dans le cadre du nouveau dispositif a été réalisé en 2008,.
En 2014, la commune comptait 534 habitants, en évolution de +7,66 % par rapport à 2009 (Pas-de-Calais : +0,78 %, France hors Mayotte : +2,49 %).
| 1793 | 1800 | 1806 | 1821 | 1831 | 1836 | 1841 | 1846 | 1851 |
| ---- | ---- | ---- | ---- | ---- | ---- | ---- | ---- | ---- |
| 269  | 254  | 305  | 353  | 323  | 350  | 365  | 360  | 326  |

| 1856 | 1861 | 1866 | 1872 | 1876 | 1881 | 1886 | 1891 | 1896 |
| ---- | ---- | ---- | ---- | ---- | ---- | ---- | ---- | ---- |
| 319  | 296  | 307  | 328  | 345  | 335  | 335  | 330  | 323  |

| 1901 | 1906 | 1911 | 1921 | 1926 | 1931 | 1936 | 1946 | 1954 |
| ---- | ---- | ---- | ---- | ---- | ---- | ---- | ---- | ---- |
| 321  | 325  | 328  | 306  | 287  | 282  | 304  | 326  | 271  |

| 1962 | 1968 | 1975 | 1982 | 1990 | 1999 | 2008 | 2013 | 2014 |
| ---- | ---- | ---- | ---- | ---- | ---- | ---- | ---- | ---- |
| 261  | 277  | 257  | 288  | 335  | 458  | 488  | 526  | 534  |

### Pyramide des âges (2007)
La population de la commune est relativement jeune. Le taux de personnes d'un âge supérieur à 60 ans (14,1 %) est en effet inférieur au taux national (21,6 %) et au taux départemental (19,8 %).						
Contrairement aux répartitions nationale et départementale, la population masculine de la commune est supérieure à la population féminine (54,7 % contre 48,4 % au niveau national et 48,2 % au niveau départemental).						
La répartition de la population de la commune par tranches d'âge est, en 2007, la suivante :						
- 54,7 % d’hommes (0 à 14 ans = 22,8 %, 15 à 29 ans = 18,7 %, 30 à 44 ans = 22,5 %, 45 à 59 ans = 25,1 %, plus de 60 ans = 10,8 %) ;
- 45,3 % de femmes (0 à 14 ans = 19 %, 15 à 29 ans = 17,2 %, 30 à 44 ans = 24 %, 45 à 59 ans = 21,7 %, plus de 60 ans = 18,1 %).

| Hommes | Classe d’âge | Femmes |
| ------ | ------------ | ------ |
| 0,0    | 90 ans ou +  | 0,0    |
| 3,7    | 75 à 89 ans  | 5,4    |
| 7,1    | 60 à 74 ans  | 12,7   |
| 25,1   | 45 à 59 ans  | 21,7   |
| 22,5   | 30 à 44 ans  | 24,0   |
| 18,7   | 15 à 29 ans  | 17,2   |
| 22,8   | 0 à 14 ans   | 19,0   |

| Hommes | Classe d’âge | Femmes |
| ------ | ------------ | ------ |
| 0,2    | 90 ans ou +  | 0,8    |
| 5,1    | 75 à 89 ans  | 9,1    |
| 11,1   | 60 à 74 ans  | 12,9   |
| 21,0   | 45 à 59 ans  | 20,1   |
| 20,9   | 30 à 44 ans  | 19,6   |
| 20,4   | 15 à 29 ans  | 18,5   |
| 21,3   | 0 à 14 ans   | 18,9   |

## Culture locale et patrimoine

### Lieux et monuments
- L'église Saint-Léger[12]. Elle héberge un reliquaire-monstrance du XIVe siècle, classé au titre d'objet des monuments historiques, en 1911[13].
- Le monument aux morts. Œuvre d'Ernest Rabischon, pour commémorer les morts des deux guerres mondiales. Inauguré le 10 septembre 1922, il a couté la somme de 3750 francs[14].

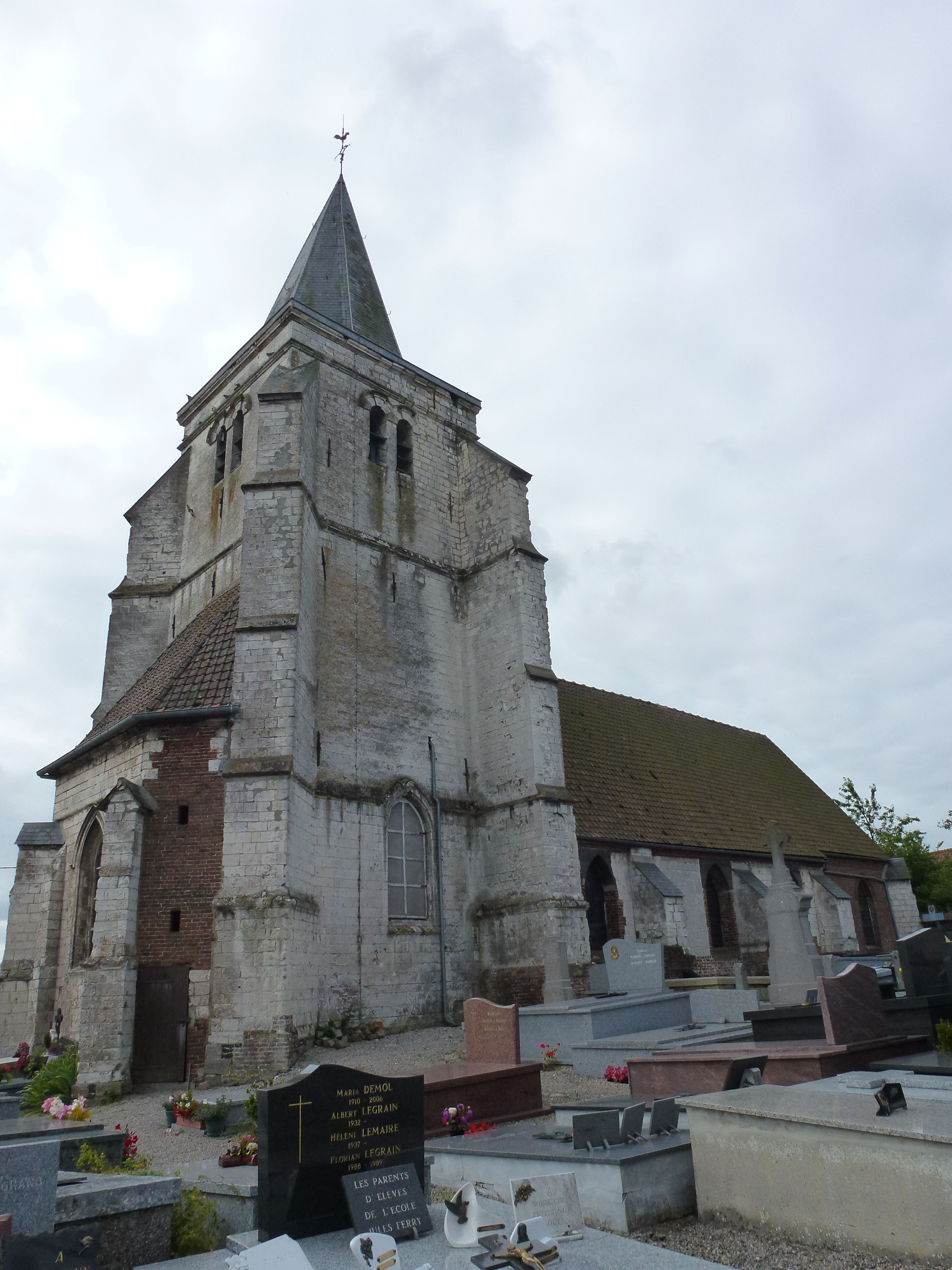
L'église Saint-Léger.
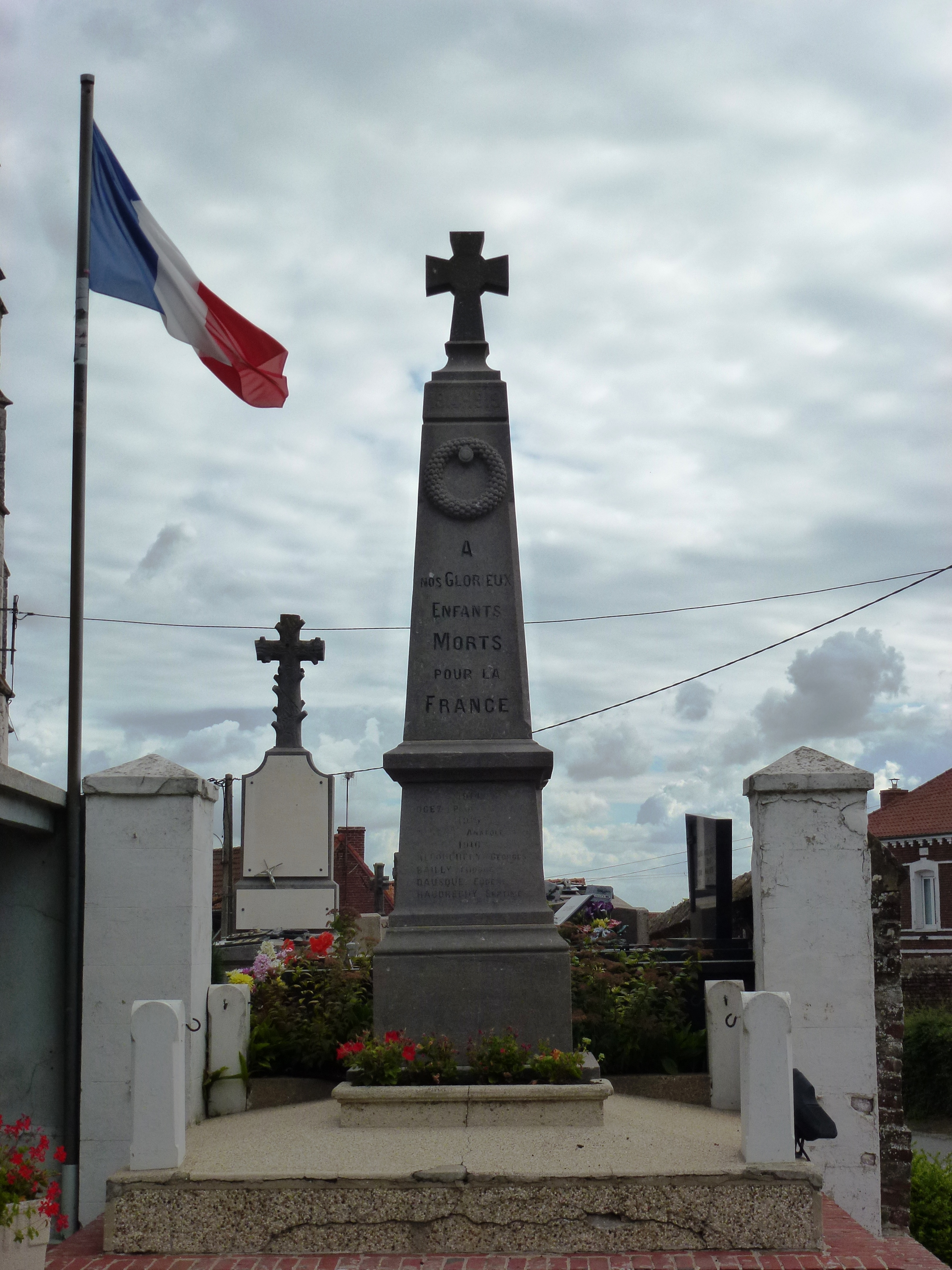
Le monument aux morts.

### Héraldique
| Blason de Herbelles | Blason  | D'azur au chevron d'or, accompagné en chef de deux trèfles et en pointe d'un oiseau, le tout d'argent. |
| Blason de Herbelles | Détails | Le statut officiel du blason reste à déterminer.                                                       |